# Walter Pfannkuche
Walter Pfannkuche (* 1956) ist ein deutscher Philosoph und Hochschullehrer. 

## Werdegang
Pfannkuche absolvierte 1980 sein Magisterexamen an der FU Berlin in den Fächern Germanistik und Philosophie und war anschließend bis 1983 an der FU Berlin wissenschaftlicher Mitarbeiter. Er erhielt ein Promotionsstipendium des Senats von Berlin und wurde 1987 bei Ernst Tugendhat mit einer Arbeit  über Platons Ethik promoviert.
Von 1990 bis 1997 war er Hochschulassistent an der Technischen Universität Berlin bei Günter Abel. Danach absolvierte er von 1991 bis 1992 ein Forschungsstipendium der Alexander von Humboldt-Stiftung an der Georgetown University. 1999 erfolgte seine Habilitation über Theorien der Moralbegründung an der Technischen Universität Berlin. Im Jahr 2000 war er Gastprofessor an der Georgetown University und lehrte anschließend vertretungsweise von 2001 bis 2007 an der Universität Konstanz, der Humboldt-Universität zu Berlin, der Universität Magdeburg, der Universität Bielefeld und der Universität Mannheim. Von 2008 bis zur Emeritierung 2020 war er Professor am Lehrstuhl für Praktische Philosophie an der Universität Kassel.

## Forschungsschwerpunkte
Seine Forschungsschwerpunkte liegen in den Bereichen der Moralphilosophie, Politischen Philosophie, Ethik der Antike, Theorien des guten Lebens, Willensfreiheit und Verantwortlichkeit und Ethik der Globalisierung.

## Publikationen (Auswahl)

### Monographien
- Idealismus und Nihilismus in den 'Nachtwachen' von Bonaventura. Peter Lang, 1983, ISBN 3-8204-7547-8.
- Platons Ethik als Theorie des guten Lebens. Alber, 1988, ISBN 3-495-47664-4.
- Die Moral der Optimierung des Wohls. Begründung und Anwendung eines modernen Moralkonzepts. Alber, 2000; ISBN 3-495-47988-0.
- Wer verdient schon, was er verdient. Fünf Gespräche über Markt und Moral. Rotbuchverlag, Hamburg 1994, ISBN 3-88022-354-8; Reclam, 2003, ISBN 3-15-018253-0.
- als Hrsg. mit Philippe Brunozzi, Sarhan Dhouib: Transkulturalität der Menschenrechte. Arabische, chinesische und europäische Perspektiven. Alber, Freiburg 2013, ISBN 978-3-495-48581-1.

### Beiträge in Sammelbänden
- Supererogation und moralische Verantwortung. In: Wolfgang König (Hrsg.): Umorientierungen. Wissenschaft, Technik und Gesellschaft im Wandel. Peter Lang, Frankfurt am Main 1994, ISBN 3-631-47027-4.
- Wissenschaft und Orientierungswissen. In: E. Knobloch (Hrsg.): Wissenschaft, Technik, Kunst. Interpretationen, Strukturen, Wechselwirkungen. Harrassowitz, Wiesbaden 1997, ISBN 3-447-03931-0.
- Supererogation als Element moralischer Verantwortung. In: G. Meggle (Hrsg.): Perspektiven der Analytischen Philosophie. De Gruyter 1997
- Gerechtigkeitstheorie im Anschluß an John Rawls. In: F. Witzleben (Hrsg.): Philosophie in der schulischen Praxis. Workshop zur Didaktik der Philosophie. Peter Lang, 1999, ISBN 3-631-34430-9.
- Moralbegründung und Anthropologie. In: Martin Endreß (Hrsg.): Anthropologie und Moral. Königshausen & Neumann, Würzburg 2000, ISBN 3-8260-1757-9.
- Kulturelle Normen und interkulturelle Kooperation. In: Thomas Beschorner (Hrsg.): Kooperation und Ethik. Hampp Verlag, München 2010, ISBN 978-3-86618-471-8.
- Prinzipien einer gerechten Versorgung im Gesundheitswesen. In: K. Dengler (Hrsg.): Zuteilungskriterien im Gesundheitswesen. Grenzen und Alternativen. transcript, Bielefeld  2013, ISBN 978-3-8376-2290-4.